# Valdevacas y Guijar
Valdevacas y Guijar es un municipio de España, en el centro de la provincia de Segovia, comunidad autónoma de Castilla y León. Tiene una superficie de 18,17 km².
Está formado por las localidades de:
- El Guijar de Valdevacas.
- Valdevacas del Guijar.

## Geografía

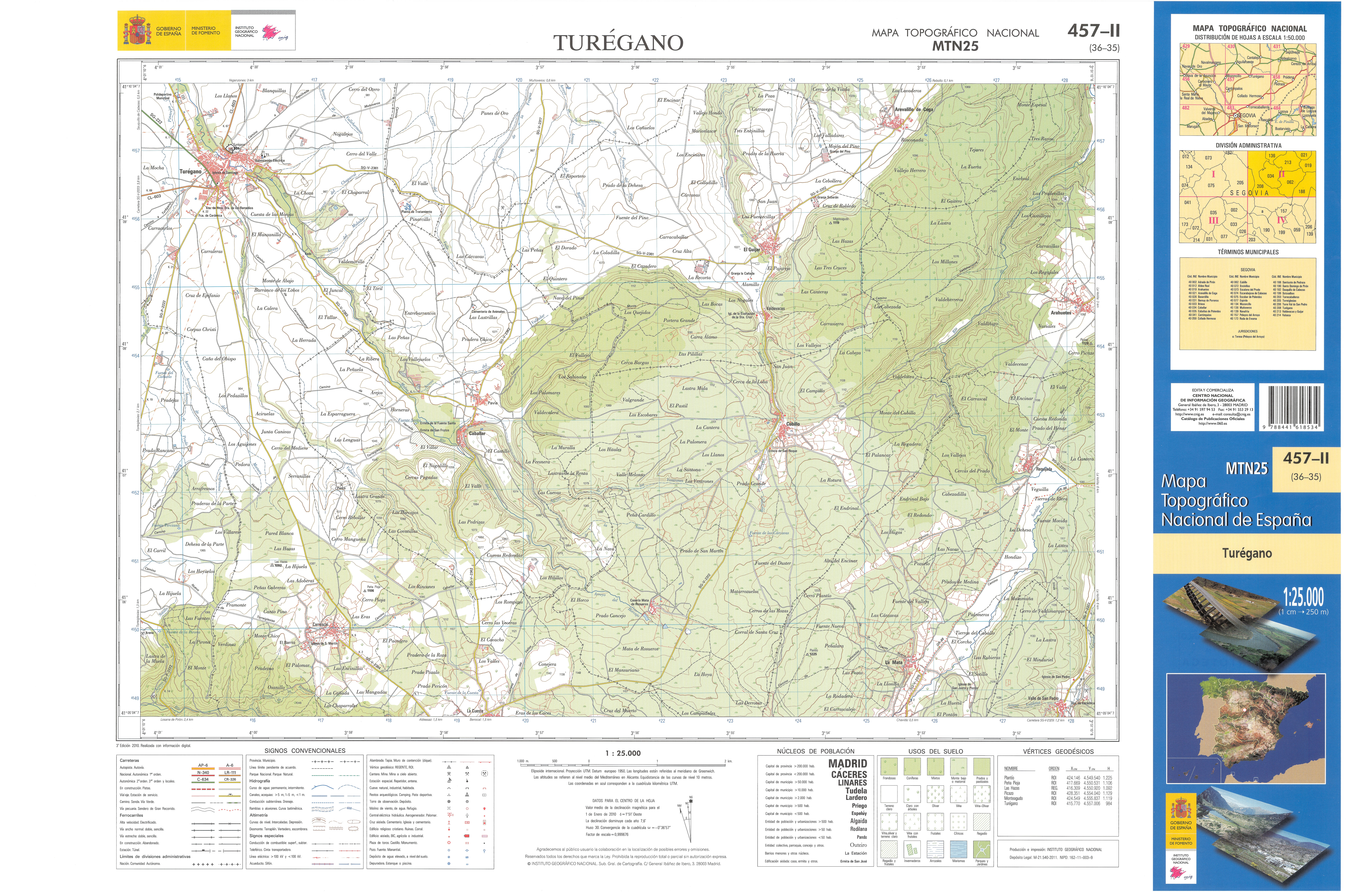
Fragmento de la hoja 457 del Mapa Topográfico Nacional de España de 2010 en el que se representa parte de Valdevacas y Guijar

| Noroeste: Muñoveros | Norte: Puebla de Pedraza | Noreste: Arevalillo de Cega |
| Oeste: Muñoveros    |                          | Este: Arahuetes             |
| Suroeste: Caballar  | Sur: Cubillo             | Sureste: Cubillo            |

## Geografía humana

### Demografía
Cuenta con una población de 80 habitantes (INE 2024).
| Gráfica de evolución demográfica de Valdevacas y Guijar entre 1842 y 2021 |
| |
| Población de derecho según los censos de población del INE Población de hecho según los censos de población del INEEn este censo se denominaba Valdevacas y el Guijar: 1842 En estos censos se denominaba Valdevacas: 1857, 1860, 1877, 1887, 1897 y 1900 |

| 169           | 156 | 142 | 139 | 148 | 139 | 124 | 117 | 97 | 94 | 91 | 95 | 93 |
| (Fuente: INE) |     |     |     |     |     |     |     |    |    |    |    |    |

## Administración y política
| Periodo   | Nombre                           | Partido   |
| --------- | -------------------------------- | --------- |
| 1979-1983 | Segundo Cañas Tejedor            | UCD       |
| 1983-1987 | Valentín Lozoya Herrero          | AP-PDP-UL |
| 1987-1991 | Juan Patricio de Antonio Minguez | PDP       |
| 1991-1995 | Valentín Contreras de Diego      | PP        |
| 1995-1999 | Valentín Contreras de Diego      | PP        |
| 1999-2003 | Valentín Contreras de Diego      | PP        |
| 2003-2007 | Venancio del Caz García          | PP        |
| 2007-2011 | Julián García Arribas            | PP        |
| 2011-2015 | Félix Arribas del Caz            | PP        |
| 2015-2019 | Félix Arribas del Caz            | PP        |
| 2019-2023 | Félix Arribas del Caz            | PP        |
| 2023-act. | Miguel Ángel Álvaro Bermejo      | VOX       |